# Jan Frejek
Jan Frejek (prosinec 1925 – 25. října 2010 Otrokovice) byl český fotbalista a trenér. V pátek 20. března 2009 převzal ocenění za celoživotní přínos otrokovickému sportu.

## Hráčská kariéra
Za Jiskru Otrokovice nastupoval ve druhé nejvyšší soutěži od 40. do začátku 60. let.

## Trenérská kariéra
Po skončení hráčské kariéry se stal trenérem. S otrokovickou Jiskrou vyhrál B-skupinu II. ligy v ročníku 1963/64 a vedl ji také při její jediné účasti v nejvyšší soutěži v ročníku 1964/65.
- 1960/61 (2. liga) – TJ Jiskra Otrokovice
- 1961/62 (2. liga) – TJ Jiskra Otrokovice
- 1962/63 (2. liga) – TJ Jiskra Otrokovice
- 1963/64 (2. liga) – TJ Jiskra Otrokovice (1. místo, postup)
- 1964/65 (1. liga) – TJ Jiskra Otrokovice (14. místo, sestup)
- 1965/66 (2. liga) – TJ Jiskra Otrokovice (13. místo, sestup)